# Songs of Innocence (U2의 음반)
《Songs of Innocence》는 아일랜드의 록 밴드 U2의 열세 번째 스튜디오 음반이다. 2014년 9월 9일 발매되었으며, 폴 엡워스, 라이언 테더, 디클렌 가프니, 플러드의 추가 프로듀싱으로 데인저 마우스가 프로듀싱하였다. 이 음반은 애플의 제품 출시 행사에서 발표되었고 같은 날 모든 아이튠즈 스토어 고객들에게 무료로 발매되었다. 2014년 10월 13일까지 아이튠즈, 아이튠즈 라디오, 비트 뮤직에 독점 판매되어 아일랜드와 인터스코프 레코드에서 실제 발매되었다. 이 디지털 발매는 5억 명 이상의 아이튠즈 고객들에게 이 레코드를 공개했는데, 애플의 CEO 팀 쿡이 "역대 최대의 음반 발매"라고 홍보한 것이다.
이전 음반인 《No Line on the Horizon》(2009년)의 비교적 미온적인 상업 공연 이후, 리드 싱어 보노는 밴드가 음악적으로 어떻게 관련될 수 있는지에 대해 불확실성을 표명했다.